# Trust-Mart
Trust-Mart - китайская сеть магазинов. Основана в 1997 году.

## Деятельность
В настоящее время магазины сети Trust-Mart работают в 34 городах в 20 провинциях Китая. Объём продаж Trust-Mart в Китае составил в 2005 году 1,7 млрд долл. (продажи китайских гипермаркетов Wal-Mart достигли только 1,3 млрд долл.).